# Ромс, Елена Григорьевна
Елена Григорьевна Ромс (укр. Олена Григорівна Ромс, 1934—2013) — советская и украинская учёная-лихенолог.

## Биография
Родилась 25 мая 1934 года в Киеве в семье Григория Федотовича Ромса, директора НИИ строительных материалов, и его супруги Лилии Борисовны. Во время Великой Отечественной войны была в эвакуации в Уфе, затем — в Ташкенте. В 1952 году Елена поступила на биологический факультет Киевского государственного университета, окончила его в 1957 году, после чего работала в Институте ботаники АН УССР и зоологическом музее КГУ.
С 1958 года Елена Григорьевна Ромс работала младшим научным сотрудником в Ботаническом саду имени Александра Фомина. С 1961 по 1964 год училась в аспирантуре Киевского государственного университета под руководством Альфреда Николаевича Окснера. В 1965 году Елена Григорьевна получила степень кандидата биологических наук.
В 1968—1972 годах Е. Г. Ромс работала младшим научным сотрудником Центрального республиканского ботанического сада. В 1983 году она стала младшим научным сотрудником Института ботаники АН УССР, с 1986 года работала в должности научного сотрудника. В 1989 году ушла на пенсию. В 2002—2005 годах она работала в отделе бриологии и лихенологии Института ботаники.
Скончалась Елена Григорьевна Ромс 1 марта 2013 года.

## Виды, названные в честь Е. Г. Ромс
- Opegrapha romsiae S.Y.Kondr. & Kudratov, 2002

## Некоторые научные публикации
- Ромс Е. Г. Порошкоплодные лишайники (роды Chaenotheca Th.Fr., Calicium Pers. Coniocybe Ach., Stenocybe Nyl., Sphinctrina Fr., Cyphelium Ach., Pseudacolium Stiz., Sphaerophorus Pers. // Определитель лишайников СССР / отв. ред. И. И. Абрамов. — Л.: Наука, 1975. — Т. 3. Калициевые — Гиалектовые. — С. 7—42. — 275 с.
- Окснер А. М. Флора лишайників України / Відп. ред. С. Я. Кондратюк, О. Г. Ромс. — Киев: Наукова думка, 2010. — Т. 2. — 663 с.